# Robin Buffet
Robin Buffet (ur. 14 października 1991) – francuski narciarz alpejski, specjalizuje się w konkurencjach technicznych.

## Kariera
Po raz pierwszy na arenie międzynarodowej pojawił się 15 listopada 2008 roku podczas zawodów we francuskim Tignes. Zajął wtedy w zjeździe 70. miejsce na 94 sklasyfikowanych zawodników. Debiut w Pucharze Świata zanotował 24 stycznia 2012 roku, kiedy to w Schladming nie zdołał się zakwalifikować do drugiego przejazdu w slalomie. Pierwsze pucharowe punkty zdobył niemal 3 lata później, 12 grudnia 2015 roku w Val d’Isère w slalomie, zajmując 22. pozycję. Jego dotychczas najlepszą pozycją w zawodach Pucharu Świata jest 9. lokata osiągnięta w sezonie 2016/2017 podczas slalomu w szwajcarskim Wengen.
W 2011 brał udział w mistrzostwach świata juniorów w Crans-Montanie. Najlepiej zaprezentował się wtedy w slalomie zajmując 12. pozycję. Siedem lat później po raz pierwszy wystartował na mistrzostwach świata. Rozgrywane były one w Sankt Moritz, a Buffet wziął udział tylko w slalomie, zajmując 18. miejsce.

## Osiągnięcia

### Mistrzostwa świata
| Miejsce | Dzień     | Rok  | Miejscowość  | Konkurencja | Czas biegu  | Strata  | Zwycięzca       |
| ------- | --------- | ---- | ------------ | ----------- | ----------- | ------- | --------------- |
| 18.     | 19 lutego | 2017 | Sankt Moritz | Slalom      | 1:36,75 min | +2,00 s | Marcel Hirscher |

### Mistrzostwa świata juniorów
| Miejsce | Dzień       | Rok  | Miejscowość   | Konkurencja | Czas biegu  | Strata  | Zwycięzca       |
| ------- | ----------- | ---- | ------------- | ----------- | ----------- | ------- | --------------- |
| 12.     | 31 stycznia | 2011 | Crans-Montana | Slalom      | 1:32,06 min | +3,52 s | Reto Schmidiger |
| 38.     | 3 lutego    | 2011 | Crans-Montana | Zjazd       | 1:40,51 min | +3,17 s | Boštjan Kline   |
| 49.     | 4 lutego    | 2011 | Crans-Montana | Supergigant | 1:26,27 min | +3,84 s | Boštjan Kline   |

### Puchar Świata

#### Miejsca w klasyfikacji generalnej
- 2015/2016: 98.
- 2016/2017: 90.
- 2017/2018: 122.
- 2018/2019: